# Mistrzostwa Europy w Podnoszeniu Ciężarów 1912
16. Mistrzostwa Europy w Podnoszeniu Ciężarów odbyły się w Wiedniu od 13 do 14 września 1912 roku. W tabeli medalowej tryumfowali Austriacy.    

## Rezultaty
| Kategoria |                      | Wynik    |                | Wynik    |              | Wynik    |
| --------- | -------------------- | -------- | -------------- | -------- | ------------ | -------- |
| −62,5 kg  | Emil Kliment         | 323,5 kg | Gustav Kubu    | 289,3 kg | Rudolf Tamme | 288,9 kg |
| −70 kg    | Josef Kammerer jun   | 345,0 kg | Franz Zuba     | 340,0 kg | Karl Hübner  | 308,0 kg |
| −80 kg    | Leopold Hennermüller | 391,0 kg | Gustav Stubner | 365,0 kg | Hans Sommer  | 342,5 kg |
| +80,0 kg  | Berthold Tandler     | 430,0 kg | Anton Berta    | 420,0 kg | Josef Pung   | 375,6 kg |

## Tabela medalowa
| Poz. | Państwo              |   |   |   | Łącznie |
| ---- | -------------------- | - | - | - | ------- |
| 1    | Cesarstwo Austrii    | 4 | 4 | 3 | 11      |
| 2    | Cesarstwo Niemieckie | 0 | 0 | 1 | 1       |
|      | Łącznie              | 4 | 4 | 4 | 12      |